# Liste des circonscriptions législatives de Seine-et-Oise
Le département français de Seine-et-Oise est composé de dix-huit circonscriptions législatives.

## Présentation
Par ordonnance du 13 octobre 1958 relative à l'élection des députés à l'Assemblée nationale, le département de Seine-et-Oise est constitué de dix-huit circonscriptions électorales. 
Avec la réorganisation de la région parisienne en 1964, les départements de la Seine et de Seine-et-Oise sont supprimés (remplacés par ceux de Paris, des Hauts-de-Seine, de la Seine-Saint-Denis, du Val-de-Marne, de l'Essonne, des Yvelines, et du Val-d'Oise).

## Description géographique et démographique

### Composition des circonscriptions

Circonscriptions législatives de Seine-et-Oise

| Circonscriptions | Cantons et communes |
| ---------------- | --- |
| 1re              | Communes d'Argenteuil, Bezons et Sannois |
| 2e               | Cantons de Maisons-Laffitte, communes de Carrières-sur-Seine, Cormeilles-en-Parisis, la Frette-sur-Seine, Herblay, Houilles et Montigny-lès-Cormeilles                                                                                          |
| 3e               | Cantons de Saint-Germain-en-Laye et commune de Rueil-Malmaison |
| 4e               | Cantons de Sèvres et Versailles-Ouest (partie urbaine et Le Chesnay) |
| 5e               | Cantons de Marly-le-Roi (sauf Rueil-Malmaison), Versailles-Nord et Versailles-Ouest (partie rurale) |
| 6e               | Cantons de Palaiseau et Versailles-Sud |
| 7e               | Cantons de Meulan et Poissy |
| 8e               | Cantons de L'Isle-Adam, Marines et Pontoise |
| 9e               | Canton d'Aulnay-sous-Bois |
| 10e              | Cantons d'Écouen, Sarcelles et Luzarches |
| 11e              | Canton du Raincy |
| 12e              | Cantons de Montmorency et Taverny |
| 13e              | Canton de Villeneuve-Saint-Georges (sauf Valenton et Villeneuve-Saint-Georges) et communes de Corbeil-Essonnes, Étiolles, Morsang-sur-Seine, Saint-Germain-lès-Corbeil, Saint-Pierre-du-Perray, Saintry-sur-Seine, Soisy-sur-Seine et Tigery    |
| 14e              | Cantons d'Arpajon, Corbeil-Essonnes (sauf Corbeil-Essonnes, Étiolles, Morsang-sur-Seine, Saint-Germain-lès-Corbeil, Saint-Pierre-du-Perray, Saintry-sur-Seine, Soisy-sur-Seine et Tigery), Étampes, la Ferté-Alais, Méréville et Milly-la-Forêt |
| 15e              | Canton de Longjumeau (sauf Ablon et Villeneuve-le-Roi) |
| 16e              | Canton de Boissy-Saint-Léger et communes d'Ablon, Valenton, Villeneuve-le-Roi et Villeneuve-Saint-Georges |
| 17e              | Cantons de Chevreuse, Dourdan-Nord, Dourdan-Sud, Limours, Montfort-l'Amaury et Rambouillet |
| 18e              | Cantons de Bonnières-sur-Seine, Houdan, Limay, Magny-en-Vexin et Mantes-la-Jolie |